# Ingeborg Andersen
Ingeborg Annette Petrine Andersen (født 29. november 1887, død 28. april 1960) var en dansk forlagsdirektør.

## Baggrund
Hun blev født i Fredensborg i 1887. Hun blev student i 1908 og mag.art i engelsk fra Københavns Universitet i 1915. Efterfølgende studerede hun i London og Oxford og oversatte tekster fra dansk til engelsk.

## Karriere
I 1921 blev hun tilknyttet forlaget Gyldendal som konsulent og blev i 1926 leder af afdelingerne for oversættelser og børnebøger - og var med til at få rettighederne til Rudyard Kiplings forfatterskab i hus. I 1933 overtog hun ledelsen af forlagets danske udgivelser. I 1936 blev hun forfremmet til underdirektør, og fra 1940 til 1953 var hun administrerende direktør i forlaget.
Under Anden Verdenskrig hjalp hun modstandsfolk med husly i sit eget hjem i Rungsted og på forlaget i indre København - blandt andre den senere statsminister, Hans Hedtoft. Fra tysk side blev der - uden succes - forsøgt at påvirke forlagets udgivelsespolitik. Mod slutningen af besættelsen måtte Ingeborg Andersen gå under jorden, og forbindelsen til forlaget blev holdt ved lige telefonisk.
I 1951 blev hun - som en af de første kvinder nogensinde - udnævnt til Ridder af Dannebrog.
Ingeborg Andersen efterfulgtes som enedirektør af en direktion på tre i 1953. Hun trådte i 1954 ind i bestyrelsen for Gyldendal.
I 1954 blev hun udnævnt til æresmedlem af Dansk Forfatterforening.

## Død
Ingeborg Andersen døde i 1960 og er begravet i Asminderød.